# جورجوليوني
جورجوليوني (بالإيطالية: Gorgoglione)‏ هي بلدية في مقاطعة ماتيرا في إقليم بازيليكاتا الإيطالي.

## السكان
في سنة 1861 بلغ عدد السكان 1٬649 نسمة، وتطور العدد ليصل في سنة 2011 لـ 1٬053 نسمة.
يظهر هذا المخطط البياني تطور النمو السكاني لـ جورجوليوني